# Jacek Czachor
Jacek Grzegorz Czachor (ur. 22 czerwca 1967 w Warszawie) – polski motocyklista i pilot rajdowy.
Wielokrotny uczestnik Rajdu Dakar oraz rajdów z cyklu Mistrzostw Świata Cross Country. Wspólnie z Markiem Dąbrowskim założyciel zespołu rajdowego Orlen Team. Dwukrotny Mistrz Świata w rajdach motocyklowych Cross Country FIM oraz trzykrotny wicemistrz świata. Swoją karierę motocyklową rozpoczął w 1982 roku.
W 2000 roku w duecie z Markiem Dąbrowskim jako pierwszy Polak osiągnął metę Rajdu Dakar startując na motocyklu Yamaha WR.
W latach 2001–2012 startował w barwach zespołu Orlen Team w klasie motocykli w rajdach Cross Country zdobywając liczne sukcesy na arenie międzynarodowej. W 2013 roku znów wspólnie z Markiem Dąbrowskim zakończyli karierę motocyklową przesiadając się do auta rajdowego. W 2014 roku zdobył 7. miejsce w klasyfikacji generalnej Rajdu Dakar zaliczając najlepszy debiut w klasie samochodów rajdowych.
Trenował między innymi Jakuba Przygońskiego, Macieja Giemzę i Adama Tomiczka. Współtwórca Akademii Orlen Team. W 2019 założył szkołę Rally Training Center w Dubaju, która ma na celu szkolenie i rozwój motocyklistów oraz kierowców rajdowych w sporcie Cross Country. Celem nadrzędnym ośrodka szkoleniowego jest podnoszenie kwalifikacji oraz bezpieczeństwa zawodników podczas rajdów.
Najważniejsze tytuły:
- Motocykl:
  - 2004: wicemistrz świata w rajdach Cross Country FIM
  - 2005: II wicemistrz świata w rajdach Cross Country FIM
  - 2007: mistrz świata w Rajdach Cross Country FIM – klasa 450 cm³
  - 2008: mistrz świata w Rajdach Cross Country FIM – klasa 450 cm³
  - 2010: wicemistrz świata w Rajdach Cross Country FIM w klasie pow. 450 cm³
  - 2012: zdobywca Cross Country Rallies Trophy
- Auto:
  - 2013: 2. miejsce w klasyfikacji generalnej rajdu Baja Poland
  - 2014: najlepszy debiut w rajdzie Dakar – 7. miejsce w klasyfikacji generalnej
  - 2014: 4. miejsce w Pucharze Świata w rajdach Cross Country FIA
  - 2014: 3. miejsce w klasyfikacji generalnej rajdu Baja Italia
  - 2014: 3. miejsce w klasyfikacji generalnej rajdu Sealine Cross Country Rally – Qatar
  - 2016: 3. miejsce w klasyfikacji generalnej rajdu Baja Italia
  - 2016: 3. miejsce w klasyfikacji generalnej rajdu Baja Poland

Został odznaczony Złotym Krzyżem Zasługi (2009).

## Starty w Rajdzie Dakar
| Rok  | Kategoria | Pojazd                | Wynik | Uwagi |
| ---- | --------- | --------------------- | ----- | ----- |
| 2000 | motocykle | Yamaha WR 400F        | 46    |       |
| 2001 | motocykle | Honda XR 650          | 24    |       |
| 2002 | motocykle | KTM 660 Rally Replica | 20    |       |
| 2003 | motocykle | KTM LC4 660 Rally     | 13    |       |
| 2004 | motocykle | KTM LC4 660 Rally     | 10    |       |
| 2005 | motocykle | KTM LC4 660 Rally     | 12    |       |
| 2006 | motocykle | KTM LC4 660 Rally     | 14    |       |
| 2007 | motocykle | KTM LC4 660 Rally     | 10    |       |
| 2009 | motocykle | KTM 690 Rallye        | 20    |       |
| 2010 | motocykle | KTM 660 Rally         | 16    |       |
| 2011 | motocykle | KTM 450               | 10    |       |
| 2012 | motocykle | KTM 450               | 13    |       |
| 2013 | motocykle | KTM 450 Replica       | 22    |       |

## Kariera sportowa (poza Rajdem Dakar)
- Ukończył Rajd Tunezji 2009 na 8. miejscu w klasyfikacji generalnej[2]
- Mistrz Świata 2007 w klasie do 450 cm³
- Wicemistrz Świata 2004, 2. miejsce w klasyfikacji generalnej Mistrzostw Świata FIM 2004 w Rajdach Długodystansowych
- Ukończył Rajd Argentyny 2004 na 5. miejscu w klasyfikacji generalnej, jadąc na motocyklu KTM LC4 660 Rally
- Ukończył Rajd Dubaju 2004 na 4. miejscu w klasyfikacji generalnej, jadąc na motocyklu KTM LC4 660 Rally
- Ukończył Rajd Orientu 2004 na 5. miejscu w klasyfikacji generalnej, jadąc na motocyklu KTM LC4 660 Rally
- Ukończył Rajd Maroka 2004 na 10. miejscu w klasyfikacji generalnej, jadąc na motocyklu KTM LC4 660 Rally
- Ukończył Rajd Tunezji 2004 na 9. miejscu w klasyfikacji generalnej, jadąc na motocyklu KTM LC4 660 Rally
- 6. miejsce w klasyfikacji generalnej Mistrzostw Świata FIM 2003
- Ukończył Rajd Dubaju 2003 na 4. miejscu w klasyfikacji generalnej, jadąc na motocyklu KTM LC4 660 Rally
- Ukończył Rajd Orientu 2003 na 3. miejscu w klasyfikacji generalnej, jadąc na motocyklu KTM LC4 660 Rally
- Ukończył Rajd Maroka 2003 na 11. miejscu w klasyfikacji generalnej, jadąc na motocyklu KTM LC4 660 Rally
- Ukończył Rajd Tunezji 2003 na 9. miejscu w klasyfikacji generalnej jadąc na motocyklu KTM LC4 660 Rally
- 7. miejsce w klasyfikacji generalnej Pucharu Świata FIM 2002 r.
- Ukończył Rajd Dubaju 2002 na 13. pozycji, jadąc na motocyklu KTM 660
- Ukończył Rajd Egiptu 2002 na 11. pozycji, mimo wypadku i kontuzji
- Ukończył Rajd Master 2002 w Rosji na 7. pozycji, jadąc na motocyklu KTM 660
- Ukończył Rajd Maroko 2002 na 14. pozycji, jadąc na motocyklu KTM 660
- 1998 – Obserwator podczas Rajdu Paryż – Dakar
- 1997 – Uhonorowany brązowym krzyżem zasługi za pracę z młodzieżą
- 1996 – Trener polskiej drużyny podczas drużynowych Mistrzostw Świata w Rajdach Enduro
- Od 1993 licencjonowany instruktor sportów motorowych
- 1993 – Wybrany trzecim trenerem w plebiscycie na sportowca Warszawy
- 1989/1992 – Mistrz Polski w Rajdach Enduro
- 1986 – Udział w Mistrzostwach Świata i Europy
- 1984 – Wicemistrz Polski Juniorów w klasie 125 w Rajdach Enduro
- Uprawia sport motorowy od 1981

## Życie osobiste
Na początku 2015 roku zmarł jego syn Kuba, cierpiący od urodzenia na zwężenia zastawki aortalnej. Po śmierci syna wycofał się z rajdu Dakar.